# Susanna M. Salter
Susanna Madora «Daura» Salter (Belmont, 2 de març de 1860-Norman, 17 de març de 1961) va ser una política i activista nord-americana. Va exercir com a alcaldessa d'Argonia, Kansas, i es va convertir en la primera dona escollida com a alcaldessa, i per a qualsevol càrrec polític, als Estats Units.

## Primers anys
Va néixer a prop de Lamira, en el municipi de Smith, a Ohio, i era la filla d'Oliver Kinsey i Terissa Ann White Kinsey, descendents de quàquers, colons d'Anglaterra. Als 12 anys es va mudar a Kansas amb els seus pares. Vuit anys més tard, va entrar a la Universitat Agrícola de Kansas State (actual Universitat Estatal de Kansas) a Manhattan, Kansas, i va cursar el seu primer any després d'haver fet cursos de nivell universitari a l'escola secundària, però es va veure obligada a abandonar-la a sis setmanes de la graduació a causa d'una malaltia. Mentre estudiava va conèixer Lewis Allison Salter, un advocat fill de l'exvicegovernador de Kansas Melville J. Salter. Aviat es van casar i es van mudar a Argonia, on ella va ser activa en el local de la Unió Cristiana de Dones per a la Temperança i del Partit de la Prohibició, i es van familiaritzar amb la nacionalment coneguda activista de la temperança Carrie Nation.
El 1883 va tenir el seu primer fill, Francis Argonia Salter. Lewis i Susanna Salter van tenir un total de nou fills, un dels quals va néixer durant el seu mandat com a alcaldessa i va morir en la infància.

## Primera alcaldessa
Salter va ser escollida alcaldessa d'Argonia el 4 d'abril de 1887. La seva elecció va ser una sorpresa perquè el seu nom havia estat col·locat en la llista de candidats com una broma d'un grup d'homes que estaven en contra de la participació de les dones en la política, amb l'esperança que la pèrdua de les eleccions les humiliaria i les desanimaria a postular-se. A causa que els candidats no havien de fer-se públics abans del dia de les eleccions, la mateixa Salter no sabia que hi participava fins que es van obrir les urnes. Quan, el mateix dia de les eleccions, ella va confirmar que acceptaria el càrrec en cas de ser escollida, la Unió Cristiana de Dones per la Temperança va abandonar el que era el seu candidat i van votar en massa per Salter. A més, el president local del Partit Republicà va enviar una delegació a casa seva, que va confirmar que ella es presentava i els republicans van acordar votar per ella, contribuint així a assegurar la seva elecció per una majoria de dos terços.
Encara que el seu mandat no va ser accidentat, la seva elecció va generar interès nacional a la premsa, la qual cosa va provocar un debat sobre la viabilitat que altres pobles seguissin l'exemple d'Argonia.
Una de les primeres reunions del consell de la ciutat que va presidir tot just acabada d'escollir, va comptar amb la presència d'un corresponsal del New York Sun. Va escriure un article en què descrivia el vestit i el barret de l'alcaldessa, i assenyalava que havia presidit la sessió amb gran decòrum i intel·ligència, demostrant que era una bona parlamentària, una informació que es va estendre a periòdics tan llunyans com els de Suècia i Sud-àfrica.
Després de només un any en el càrrec, no va voler presentar-se a la reelecció.

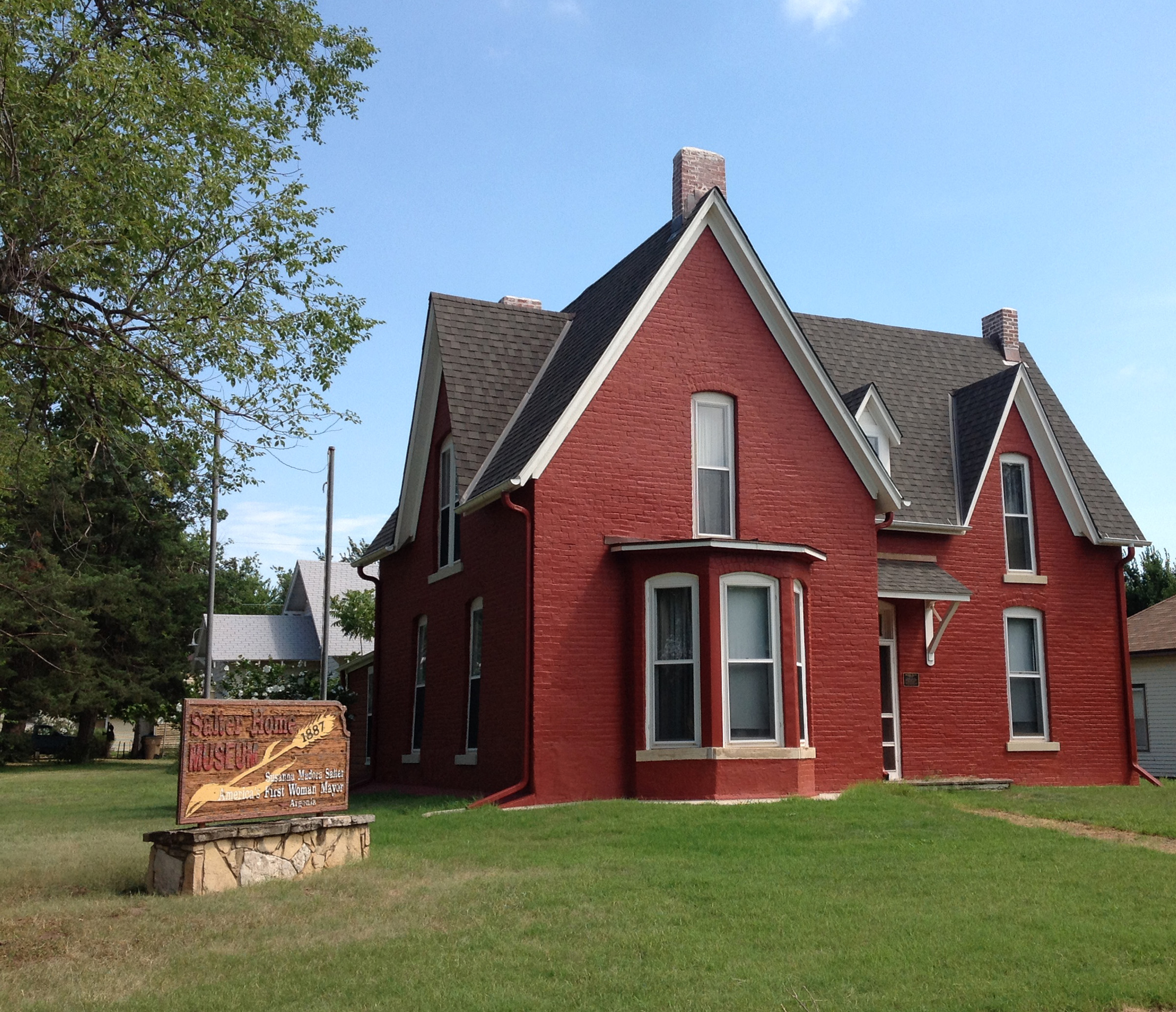
La casa de Susanna Salter a Argonia

Com a compensació pel seu servei, va cobrar un dòlar.
La casa en la qual vivia mentre va ser alcaldessa està en el Registre Nacional de Llocs Històrics des de setembre de 1971.

## Últims anys
Després del seu mandat com a alcaldessa, Salter i la seva família van seguir vivint a Argonia, fins al 1893, quan el seu marit va adquirir terres a la Franja de Cherokee a Alva, Oklahoma. Deu anys més tard, es van traslladar a Augusta, Oklahoma, on el seu marit va exercir l'advocacia i va crear el periòdic Headlight. Amb el temps es van traslladar a Carmen, Oklahoma. Després de la mort del seu marit el 1916, es va mudar a Norman, acompanyant el seu fill menor a la Universitat d'Oklahoma, on visqué la resta de la seva vida i va mantenir un interès en els assumptes religiosos i polítics, encara que mai va tornar a interessar-se per un càrrec Va morir dues setmanes després del seu 101è aniversari, i va ser enterrada a Argonia.